# Sadovi (Rostov)
|  | Per a altres significats, vegeu «Sadovi». |

Sadovi (en rus: Садовый) és un poble (un possiólok) de l'óblast de Rostov, a Rússia, que en el cens del 2010 tenia 230 habitants, pertany al districte de Salsk.